# Xizicus andamanensis
Xizicus andamanensis är en insektsart som först beskrevs av Kevan, D.K.M. och Xingbao Jin 1993.  Xizicus andamanensis ingår i släktet Xizicus och familjen vårtbitare. Inga underarter finns listade i Catalogue of Life.